# 팅크웨어
팅크웨어 주식회사(영어: THINKWARESYS.는 차량용 내비게이션과 블랙박스를 제조하는 전문 기업으로, 아이나비라는 브랜드로 잘 알려져 있다.

## 역사 및 현황
팅크웨어의 전신은 서울대학교 전기공학과 졸업 후 대우통신에서 전자교환기 개발과 SI(system integration:시스템통합) 영업을 담당하던 엔지니어 출신의 김진범 대표가 1997년 3월 설립한 팅크웨어시스템즈(주)이다. 1999년 11월 지금의 상호인 팅크웨어(주)로 사명을 바꾸고, 2006년 5월 코스닥시장에 주식을 상장했다. 팅크웨어의 초창기 사업은 인터넷 위치기반 서비스(LBS)와 텔레매틱스 분야였다. 정확하고 섬세한 교통정보 솔루션을 토대로 자체 브랜드 ‘아이나비’ 내비게이션 단말기를 생산, 시장점유율 1위를 점하고 있다.
1998년 3월 기업부설연구소를 세우고, 2000년 10월 국내 최초 PDA(개인용 휴대단말기) 기반 내비게이션 ‘아이나비320’을 개발했다. SK Telecom의 ‘친구찾기’ 서비스를 개발, 유료 서비스를 시작한 것이 2001년 11월이었다. 2002년 8월에는 팅크웨어 내비게이션 소프트웨어를 올림픽 개최지 그리스로 수출하기 시작했다. 이듬해 7월 휴대폰 기반 내비게이션 ‘아이나비폰’을 출시했다. 2006년 7월에는 DMB(디지털멀티미디어 방송) 내비게이션 ‘아이나비SMART’를 발매했다. 2008년 2월 ‘2008 Korea Web Awards’ 소프트웨어진흥원장상을 4년 연속 수상하고, 3월에는 리얼3D를 탑재한 아이나비K2를 출시했다. 2009년 8월 양방향 통신형 내비게이션 ‘아이나비TZ(Wibro)’를 출시했다.